# فیشویل (لوئیزیانا)
فیشویل (به انگلیسی: Fishville) یک منطقهٔ مسکونی در ایالات متحده آمریکا است که در لوئیزیانا واقع شده‌است. فیشویل ۲۴٫۹۹ متر بالاتر از سطح دریا واقع شده‌است.